# Gatunek kluczowy
Gatunek kluczowy, gatunek zwornikowy – gatunek, niezbędny do prawidłowego funkcjonowania całego ekosystemu, warunkujący istnienie innych gatunków. Wpływ gatunku kluczowego na ekosystem jest większy niż można by oczekiwać, biorąc pod uwagę jego liczebność, gdyż nie musi być gatunkiem dominującym. Usunięcie gatunku kluczowego z ekosystemu powoduje jego znaczące przekształcenie, podczas gdy usunięcie gatunku dominującego może być zrekompensowane przez rozwój populacji gatunków subdominujących.

## Koncepcja
Koncepcję gatunku kluczowego (ang. keystone species) wprowadził Robert T. Paine na podstawie obserwacji ekosystemów strefy międzypływowej zachodnich wybrzeży Ameryki Północnej, gdzie rozgwiazda Pisaster ochraceous jako drapieżnik kontroluje (nie eliminując) populację omułka Mytilus californianus. Po usunięciu rozgwiazdy, populacja omułka rozrasta się, wypierając inne osiadłe zwierzęta i glony i kompletnie zmieniając strukturę biocenozy. Innym podanym przez niego przykładem przebudowy biocenozy była ekspansja korony cierniowej na Wielkiej Rafie Koralowej po wytrzebieniu żerujących na niej ślimaków z rodzaju Charonia. Paine porównał populacje Pisaster ochraceous i Charonia sp. do zwornika (klucza), który utrzymuje zwartość łuku, a którego usunięcie prowadzi do runięcia budowli. Przywołane przez niego populacje kluczowe różnią się parametrami (P. ochraceous odżywia się zróżnicowanym pokarmem, a jego populacja była początkowo dość liczna, podczas gdy Charonia jest wyspecjalizowanym drapieżnikiem, a jego populacja była od początku nieliczna), ale odgrywają podobną rolę w kształtowaniu struktury ekosystemu.

## Przykłady gatunków kluczowych
Przykładem gatunku kluczowych przypuszczalnie jest homar amerykański u wybrzeży wschodniej Kanady, po którego wyeksploatowaniu wzrosła liczba jeżowców, co z kolei spowodowało zanik części lasów wodorostów. Podobnie stało się na zachodnim wybrzeżu Stanów Zjednoczonych po przetrzebieniu wydry morskiej. Słoń afrykański jest gatunkiem kluczowym sawanny, gdyż zjadając i niszcząc krzewy i drzewa przyczynia się do wzrostu udziału traw.